# Escape Artists
Escape Artists er et dansk post punk-band, som blev dannet 1981 i Haderslev, Sønderjylland. De var aktive på den danske punk- og post punkscene frem til 1984 hvorefter de holdt pause frem til 2006.

## Historie

### De tidlige år (1981-84)
Escape Artists blev dannet på Haderslev Katedralskole i efteråret 1981. Søren Laugesen (Yellow Heaven, The Symphonic Garage, ArghDie Tommies!) og Benny Woitowitz (End Of Your Garden, Tristan T, Hip Heaven) har tidligere spillet sammen. De to finder sammen med Torben Johansen (Gangway), som de kender fra gymnasiet, og det lokale musikmiljø og danner Escape Artists.
Gruppen består til at starte med af Benny på trommer, Søren på bas og Torben på guitar og vokal. Der går dog ikke længe før Escape Artists bliver udvidet med Sørens klassekammerat Finn Detlef, der overtager vokalen. Gruppen gør brug af Katedralskolens sanganlæg og festsal når de øver. Bandets daværende nspirationskilderne var Joy Division, Siouxsie and The Banshees og The Cure.
Danmarks Radio spiller i foråret 1982 en demoudgave af The Voice og bringer samtidigt et interview med Søren, dette sker før gruppen har spillet deres første koncert. Scenedebuten kommer et par måneder senere som opvarmning for Jomfru Ane Band på Harmonien i Haderslev den 7. maj 1982. Måneden efter spiller Escape Artists som sidste navn på Kløften Festivalens store scene fredag aften. Finn bliver ramt af sceneskræk og står hele koncerten igennem som en saltstøtte med tekstark i hånden. Da Escape Artists kort efter spiller i Superfos Kornsilo lægger Finn sig syg og Torben overtager vokalen. Herefter må Escape Artists takke nej til en koncert sammen med A Certain Ratio i Den Grå Hal, fordi Finn ikke vil med. I forlængelse af disse hændelser går Finn efterfølgende ud af gruppen. Første koncert uden Finn bliver sammen med Sort-Hvide Landskaber i Baghuset i Vejle b27. august 1982.
Da Escape Artists i december 1982 bruger en weekend i Karma Studiet for at optage gruppens bidrag til Irmgardz sampler-lp Somewhere Outside, er det med Tømrerclaus, Søren Kirkegård og Bob No Hope som producere. Gruppen indspiller de tre numre The Voice, The Pain, The Loneliness, der reelt set bliver produceret af Tømrerclaus og gruppen selv. Søren synger på The Pain. Somewhere Outside bliver udsendt i maj 1983.
1983 starter med en koncert i Huset i Århus sammen med Sods og Sort-Hvide Landskaber. Johnny Concrete omtaler i No Aarhus gruppen som “en positiv overraskelse trods de dekadente frisurer”, et prædikat han også højlydt sætter på gruppen under koncerten. I maj spiller Escape Artists i Saltlageret i København. Det bliver til yderligere 2 koncerter i København i 1983, begge gange på Musikcaféen og begge gange sammen med Gangway, som Torben senere bliver medlem af. Året byder også på en koncert sammen med Kliché i borgerforeningen i Haderslev. Danmarks Radio optager om eftermiddagen den 21. september en koncert med gruppen, i Studie 2 på Rosenørns Allé. Optagelsen bliver senere sendt på P3.
Over et par dage i august 1983 indspiller Escape Artists pladen Brittle China. Til at optage med benytter man sig af en 4-spors spolebåndoptager, en lille mikser og diverse guitareffektpedaler, sammen med en blanding af lånte mikrofoner. Til at producere og betjene udstyret har gruppen allieret sig med den lokale lydentusiast Jan Michael Jensen. Dele af optagelserne finder sted i Katedralskolens festsal, udover stedets gode akustik, kan man gøre brug af skolens klaver. Brittle China bliver dog aldrig udgivet, kvaliteten af optagelserne er ikke god nok til at man vil bekoste en lp-udgivelse på det. 6 af numrene bliver dog udsendt som den digitale Brittle China (Shards EP) i 2011.
Da Escape Artists i januar 1984 spiller på Odense musikbibliotek, til en koncert arrangeret af Morten Lindberg (Master Fatman), skal det vise sig at blive gruppens sidste. Søren sætter sig under koncerten i respekt ved at sparke til en punkerpige, der vælter ned over hans effektpedaler.
Escape Artists pladedebuterer 23. maj 1984, da Replik Muzick udsender 7” singlen The Howl, med My World som b-side. De to numre er optaget og mikset på en enkelt dag i Arp studiet i Århus. Kort efter udsendelsen af singlen, udsender gruppen kassetten Baby Burn This World med 5 numre fra Brittle China optagelserne igen via Replik Muzick. Escape Artists er også med på promobåndet Fremtidens Legender som Replik udsender I august 1984.
Escape Artists går i dvale i løbet af 1984 efterhånden som gruppens medlemmer i forbindelse med studier og job flytter fra Haderslev.

### De stille år (1984-2006)
Herefter medvirker Torben Johansen i Gangway på guitar, tangentinstrumenter og kor (1985-1998). Har desuden en del producer-jobs og arbejder som A&R m.m. hos først BMG, derefter SONY BMG og senest Sony Music. I 2012 starter Torben Johansen sin første virksomhed, mastering studiet Portent Mastering. En servicevirksomhed som leverer den sidste lyd-editering af musikindspilninger inden de bliver udgivet.
Søren Laugesen gør sig som henholdsvis guitarist og bassist i en række orkestre, bl.a. Yellow Heaven, The Symphonic Garage, The Stage, Full-On Gain, ArghDie Tommies! m.fl.
Benny Woitowitz slår sine folder i End Of Your Garden (1980-82), Tristan T (1982-88) og Geeza (2003-2004).

### Gendannelse (2006 – nu)
Omkring 2006 begynder Escape Artists sporadisk at samles igen i original besætning i diverse øvelokaler, nu med base i København. I starten af 2010 får EA fast øvelokale og det begynder at gå hurtigt med at komponere helt nyt materiale.
I sommeren 2010 indspilles de numre, der udgør EP’en ashes & debris, som bandet selv udgiver december 2010 som 10 tommer vinyl, download og cd-on-demand.
Bandet spiller deres første koncert i 27 år den 24. september 2011 på det københavnske spillested Rust og gamle optagelser fra det ikke-udgivede album Brittle China fra 1983 dukker op, bliver støvet af og 6 af sangene manifesterer sig i EP’en Brittle China (shards EP) som udkommer den 11/11 2011.
21. november 2012 udsender EA deres første egentlige album med titlen Escape Artists. Bandet har selv stået for inspilning, miksning og mastering af albummet. Albummet udsendes som download og cd-on-demand.
I 2016 udsender EA streaming Ep'en Iron Curtain Effigies med bandets fortolkninger af numre af David Bowie, Deutsch-Amerikanisch Freundschaft, Joy Division,  Nine Inch Nails og Nick Drake.

## Diskografi
- Somewhere Outside (2xLP, Irmgardz 1983)
- Brittle China (LP, Replik Muzick 1983) – ikke udgivet
- The Howl/My World (7", Replik Muzick 1984)
- Baby Burn This World' (MC, Replick Muzick 1984
- Somewhere Outside (cd, Karma Music 2009) – genudgivelse
- Ashes & Debris EP (10", eget selskab 2010)
- Brittle China (Shards EP)" (Ep, eget selskab 2011)
- "Escape Artists" (Album, eget selskab 2012)
- Iron Curtain Effigies EP (Ep, eget selskab 2016)